# Bacillus amyloliquefaciens
Espèce
Bacillus amyloliquefaciens est une bactérie à Gram positif du genre Bacillus. Il s'agit d'un bacille de 0,7 à 0,9 × 1,8 à 3 µm, motile, pourvue d'une ciliature péritriche. Elle se développe de façon optimale de 30 à 40 °C et cesse de se développer hors d'un intervalle de températures de 15 à 50 °C. La réaction de Voges-Proskauer est positive, et le nitrate est réduit en nitrite.
Elle produit la subtilisine, une protéase qui dégrade les protéines de façon semblable à celle de la trypsine. L'α-amylase de B. amyloliquefaciens est souvent utilisée pour l'hydrolyse de l'amidon. Cette bactérie produit également l'enzyme de restriction BamHI, ainsi que la barnase, une ribonucléase qui forme un complexe étroit avec le barstar, son inhibiteur intracellulaire, ainsi qu'avec la plantazolicine (en), substance douée d'une possible activité contre Bacillus anthracis.

## Taxonomie

### Étymologie
L'étymologie de cette espèce Bacillus amyloliquefaciens est la suivante : a.my.lo.li.que.fa’ci.ens Gr. neut. n. amylon, amidon; L. v. liquefacio, liquéfier, dissoudre, mélanger; N.L. part. adj. amyloliquefaciens, liquifiant l'amidon,.

### Sous-espèces
Bacillus amyloliquefaciens a compté deux sous-espèces, Bacillus amyloliquefaciens subsp. plantarum et Bacillus amyloliquefaciens subsp. amyloliquefaciens mais des analyses phylogénétiques ultérieures ont montré que Bacillus amyloliquefaciens subsp. plantarum serait en fait plutôt une autre espèce nommée Bacillus velezensis.